# Farthing
Pour les articles homonymes, voir Farthing (homonymie).

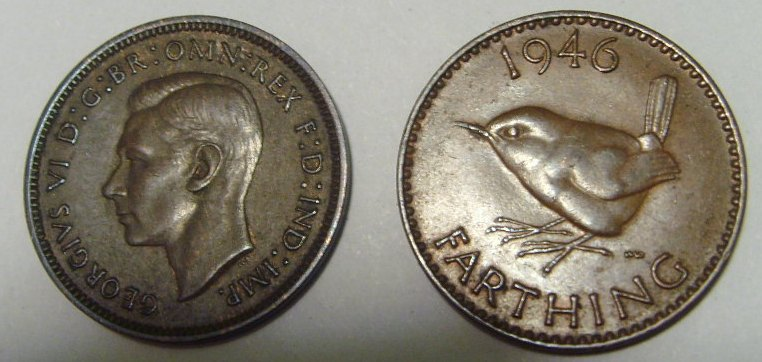
Farthing au troglodyte mignon (revers) de 1946 à l'effigie de George VI (avers).

Le farthing (à l'origine le fourthling, le « petit quart » en anglais) était une pièce de monnaie anglaise puis britannique dont la valeur s'élevait à un quart de penny, soit 1/960e de livre sterling. Ces pièces furent frappées du XIIIe siècle, d'abord en argent, puis en cuivre à partir de 1613, et jusqu'en 1956. Elles sont démonétisées le 31 décembre 1960. Après avoir porté l'effigie de Britannia à partir de 1707, le revers des farthings de George VI à Élisabeth II figura un troglodyte mignon (en anglais : wren), un des plus petits oiseaux du pays, motif conçu par le sculpteur Harold Parker.

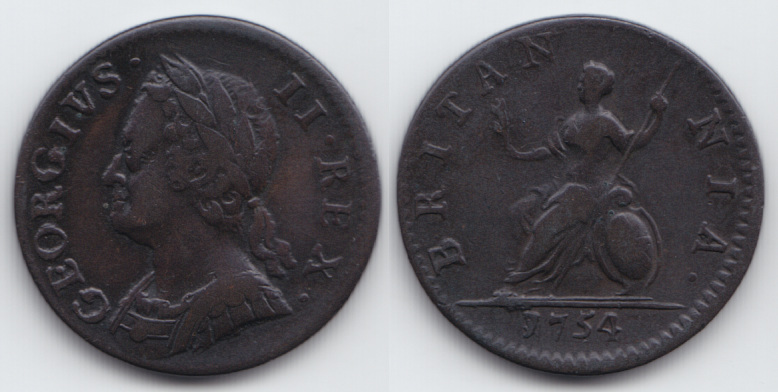
Farthing, 1754, Grande-Bretagne, George II (roi de Grande-Bretagne). Cuivre, poids 5,3 g.

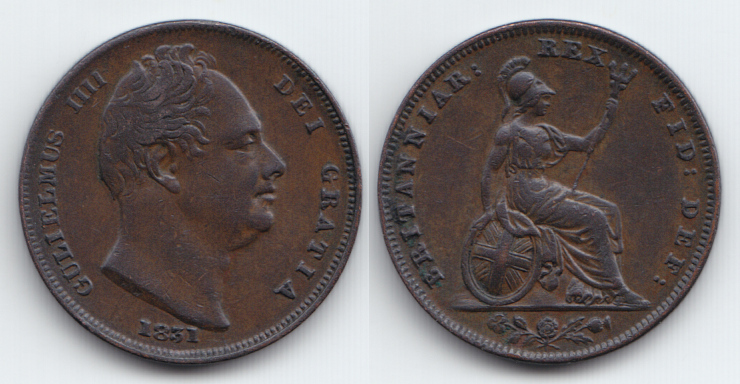
Farthing, 1831, Grande-Bretagne, Guillaume IV (roi du Royaume-Uni). Cuivre, poids 4,64 g.

Le farthing n'a pas toujours été la plus petite pièce britannique en cuivre puisqu'au XIXe siècle il existait des demi-farthings (1/1920e de livre), des tiers de farthing à Malte (1/2880e de livre) et même des quarts de farthing (1/3840e de livre).

## Le farthing irlandais
Le farthing était également la plus petite pièce de monnaie d'Irlande, elle valait 1/960e de livre irlandaise.

### Survivance langagière
Le farthing (depuis longtemps démonétisé) était une toute petite pièce, contrairement au penny de bronze, lourd et encombrant dans les poches. Il n'en fallait pas plus pour que les vélocipèdes sans chaîne, dits grands bis, soient plaisamment dénommés penny-farthing lorsque les premières courses de vélocipèdes furent organisées à Hyde Park à la fin du XIXe siècle, une appellation qui a perduré jusqu'à notre époque.